# Мерклин (Плзењ-југ)
Мерклин (чеш. Merklín) насељено је мјесто са административним статусом сеоске општине (чеш. obec) у округу Плзењ-југ, у Плзењском крају, Чешка Република.

## Становништво
Према подацима о броју становника из 2014. године насеље је имало 1.167 становника.